# David-Paul Grove
Pour les articles homonymes, voir Grove.
David-Paul Grove, ou parfois Buck, est un acteur canadien né le 10 décembre 1958 à Calgary. Il est surtout connu pour son travail de doublage et pour son rôle du nain Prof dans la série Once Upon a Time.

## Filmographie

### Cinéma
- 1985 : Rainbow War
- 1994 : Super Noël : le serveur
- 1997 : Masterminds : Ferret
- 2003 : Elfe : Pom Pom
- 2013 : Down River : Murray
- 2014 : The Birdwatcher

### Télévision
- 1996 : Profit : Edgar (1 épisode)
- 1997 : Two (1 épisode)
- 1997 : Les Chemins du cœur
- 1997 : Super Dave's All Stars : le docteur
- 1997 : Les Ailes de la victoire : le troisième ange
- 1998-1999 : Robocop Alpha Commando : voix additionnelles (40 épisodes)
- 1999 : Le Mariage de mon ex : Tailor
- 1999 : La Nouvelle Famille Addams : la mort (1 épisode)
- 1999-2005 : Ed, Edd et Eddy : Jonny (39 épisodes)
- 2000 : Au-delà du réel : L'aventure continue : Polk (1 épisode)
- 2000 : Becoming  : l'homme diminutif
- 2003 : Peacemakers : l'opérateur du télégraphe (2 épisodes)
- 2004 : Andromeda : Professeur Wel-Dar (1 épisode)
- 2006 : Men in Trees : Leçons de séduction : le bel homme (1 épisode)
- 2006 : Finley the Fire Engine : Hubert
- 2008 : Stargate Atlantis : le responsable du motel (1 épisode)
- 2010 : Supernatural : Harry (1 épisode)
- 2011-2014 : Once Upon a Time : Prof (28 épisodes)